# Die Spinne

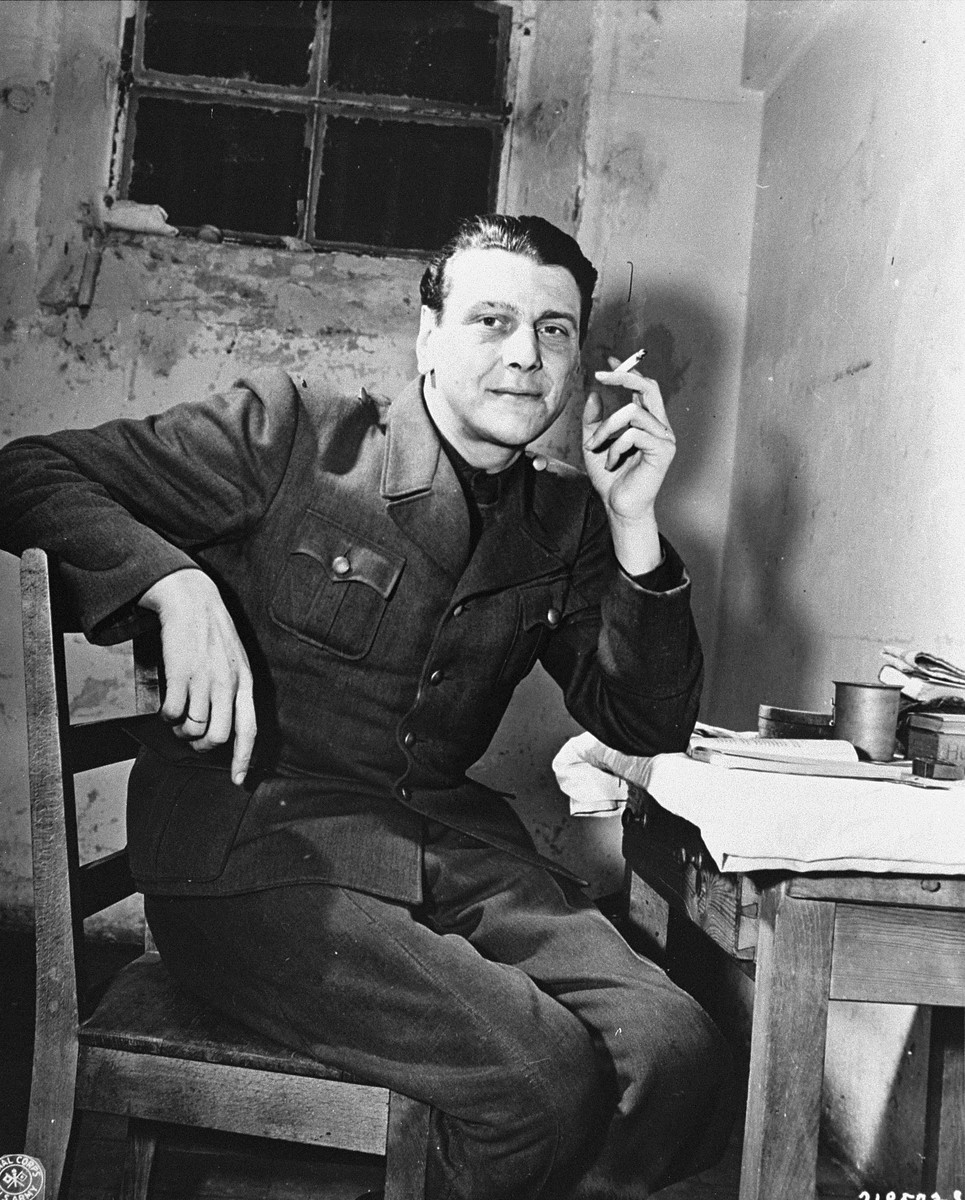
Otto Skorzeny väntar i en cell som vittne vid Nürnbergrättegångarna. Den 27 juli 1948 rymde Skorzeny från lägret med hjälp av före detta SS-officerare klädda i amerikanska militärpolisuniformer. Han hävdade senare att de amerikanska myndigheterna hade hjälpt honom i hans flykt och hade levererat uniformerna.

Die Spinne (tyska för "Spindeln") var en organisation efter andra världskriget som tros ha hjälpt vissa nazistiska krigsförbrytare att undkomma rättvisan. Dess existens är omdiskuterad än i dag. Vissa historiker menar att det är ett annat namn (eller en gren) av den nazistiska tyska ODESSA-organisationen som inrättades under kollapsen av det tredje riket, liknande Kameradenwerk och der Bruderschaft, ägnat att hjälpa tyska krigsförbrytare att fly Europa. Det leddes delvis av Otto Skorzeny, Hitlers kommandochef, samt nazisternas underrättelseofficer Reinhard Gehlen. Die Spinne hjälpte upp till 600 före detta SS-män att fly från Tyskland till Francos Spanien, Juan Perons Argentina, Paraguay, Chile, Bolivia, Mellanöstern och andra länder.
Die Spinne grundades av Skorzeny med hjälp av aliasen Robert Steinbacher och Otto Steinbauer, och stöddes av antingen nazifonder eller, enligt vissa källor, österrikisk underrättelsetjänst. Senare hade Skorzeny, Gehlen och deras nätverk av kollaboratörer fått betydande inflytande i delar av Europa och Latinamerika. Skorzeny reste mellan Spanien och Argentina, där han agerade som rådgivare åt president Juan Perón och livvakt åt Eva Perón, medan han utvecklade en ambition för "fjärde riket" centrerat i Latinamerika.
Enligt Infield började idén till Spinne-nätverket 1944 när Hitlers chef för underrättelsetjänsten Reinhard Gehlen förutsåg ett eventuellt fall av det tredje riket på grund av nazistiska militära nederlag i Ryssland. T H Tetens, expert på tysk geopolitik och ledamot av USA:s krigsförbrytarkommission 1946-47, hänvisade till en grupp som överlappade med Die Spinne som Führungsring ("en slags politisk mafia, med huvudkontor i Madrid ... som tjänade olika syften.") Madridkontoret byggde upp det som omnämndes som ett slags fascistinternational genom Tetens. Enligt Tetens inkluderade den tyska ledningen också Dr. Hans Globke, som hade skrivit den officiella kommentaren till Nürnberglagarna. Globke innehade den viktiga positionen som direktör för det tyska kansleriet 1953–63, och fungerade som rådgivare för Konrad Adenauer.

## Fascistinternationalen
Från 1945 till 1950 underlättade Die Spinnes ledare Skorzeny nazistiska krigsförbrytares flykt från krigsförbrytarfängelser till Memmingen, Bayern, genom Österrike och Schweiz till Italien. Vissa amerikanska militära myndigheter påstås ha känt till flykten, men vidtog inga åtgärder. Die Spinnes Centraleuropeiska huvudkontor fanns från och med 1948 i Gmunden, Övre Österrike.
Ett samordningskontor för internationella Die Spinne-operationer inrättades i Madrid av Skorzeny under överinseende av Francisco Franco, vars seger under det spanska inbördeskriget hade fått stöd ekonomiskt och militärt från Hitler och Mussolini. När en Die Spinne-nazistisk delegation besökte Madrid 1959, sade Franco: "Betrakta Spanien som ditt andra fädernesland." Skorzeny använde Die Spinnes resurser för att låta den ökända nazistiska koncentrationslägerläkaren Joseph Mengele fly till Argentina 1949.
Skorzeny begärde hjälp från den tyska industrimagnaten Alfried Krupp, vars företag hade kontrollerat 138 privata koncentrationsläger under tredje riket. Stödet beviljades 1951. Skorzeny blev Krupps representant för industriföretag i Argentina, ett land som hade ett starkt pronazistiskt politiskt inslag under andra världskriget och därefter, trots en nominell lojalitetsförklaring till de allierade vid andra världskrigets slut. Med hjälp av Die Spinne-ledare i Spanien hade Die Spinne i början av 1980-talet blivit inflytelserikt i Argentina, Chile och Paraguay, också med band till den paraguayanske diktatorn Alfredo Stroessner.
Krigsbrottsutredaren Simon Wiesenthal hävdade att Joseph Mengele hade stannat kvar på den ökända nazistkolonien Colonia Dignidad i Chile 1979, och slutligen hittat en reträttplats i Paraguay fram till sin död. I början av 1980-talet rapporterades Mengele av Die Spinnes Infield för att ha givit råd till Stroessners etniskt tyska Paraguays polis om hur man skulle förvandla infödda paraguayanska indianer i Chaco-regionen till slavarbetare. En förmögen, mäktig underjordisk nazistisk politisk kontingent, som inkluderade många etniska tyska nazistiska invandrare och deras efterkommande, uppehöll sig i Argentina från slutet av 1960-talet.